# Yūki Yase
Yūki Yase (八瀬 祐樹 Yase Yūki?) es un director y guionista gráfico japonés. Se unió a Satelight en 2005 como gerente de producción. En 2010, Yase se unió a Shaft  como director de episodios e hizo su debut como director de serie con Hidamari Sketch x Honeycomb.

## Carrera
Yase comenzó su carrera en la industria del anime como gerente de producción con Satelight en 2005. Se convirtió en director de episodios del estudio y finalmente se fue a fines de 2009. En 2010, se unió a Shaft y dirigió dos episodios de la serie de Akiyuki Shinbo Soredemo Machi wa Mawatteiru. En 2012, bajo la dirección principal de Shinbo, Yase debutó como director de serie con Hidamari Sketch x Honeycomb, y al año siguiente dirigió Onimonogatari y Koimonogatari (los dos arcos finales de Monogatari Series Second Season) bajo la dirección del director jefe Shinbo y el director Tomoyuki Itamura. En 2014, Yase obtuvo el puesto de director para la adaptación al anime del proyecto de medios mixtos de JIN, Kagerou Daze, y en 2016/2017 dirigiría su última serie con Shaft: Kubikiri Cycle: Aoiro Savant to Zaregototsukai. Al año siguiente, se fue de Shaft y en 2019 dirigió la primera temporada de En'en no Shōbōtai con David Production.

## Trabajos

### Series de televisión
Destaca papeles con funciones de dirección de series.
| Año  | Título                                                                    | Director(es)                                       | Estudio          | Funciones                                                                               | Refs.                      |
| ---- | ------------------------------------------------------------------------- | -------------------------------------------------- | ---------------- | --------------------------------------------------------------------------------------- | -------------------------- |
| 2005 | Noein: To Your Other Self                                                 | Kazuki Akane                                       | Satelight        | Asistente del gerente de producción (#1, 3, 12, 16, 20, 24)                             | [ 1 ]                      |
| 2008 | Shugo Chara!! Doki—                                                       | Kenji Yasuda                                       | Satelight        | Director de episodios (#2, 13, 19, 30)                                                  | [ 9 ]                      |
| 2009 | White Album                                                               | Akira Yoshimura                                    | Seven Arcs       | Director de episodios (#7) Guionista gráfico (#7)                                       | [ 10 ]                     |
| 2009 | Shugo Chara! Party!                                                       | Kenji Yasuda (jefe) Tatsufumi Itō                  | Satelight        | Director de episodios (#10)                                                             | [ 11 ]                     |
| 2010 | Durarara!!                                                                | Takahiro Omori                                     | Brain's Base     | Director de episodios (#7, 13, 19, 23)                                                  | [ 12 ]                     |
| 2010 | Soredemo Machi wa Mawatteiru                                              | Akiyuki Shinbo                                     | Shaft            | Director de episodios (#5, 9)                                                           | [ 2 ] [ 3 ]                |
| 2011 | Puella Magi Madoka Magica                                                 | Akiyuki Shinbo Yukihiro Miyamoto                   | Shaft            | Director de episodios (#3, 10)                                                          | [ 13 ] [ 14 ]              |
| 2011 | Denpa Onna to Seishun Otoko                                               | Akiyuki Shinbo Yukihiro Miyamoto                   | Shaft            | Director de episodios (#7)                                                              | [ 15 ]                     |
| 2012 | Hidamari Sketch x Honeycomb                                               | Akiyuki Shinbo Yuki Yase                           | Shaft            | Director de serie Director de episodios (#1, 12; OP; ED) Guionista gráfico (#6, 12; OP) | [ 4 ] [ 16 ] [ 17 ]        |
| 2012 | Nisemonogatari                                                            | Akiyuki Shinbo Tomoyuki Itamura                    | Shaft            | Director de episodios (#2, 4, 11) Guionista gráfico (#2, 4)                             | [ 18 ] [ 19 ]              |
| 2013 | Monogatari Series Second Season                                           | Akiyuki Shinbo Tomoyuki Itamura Yuki Yase (#14–17) | Shaft            | Director de serie (#14–17) Guionista gráfico (#11, 16) Director de episodios (#17)      | [ 5 ] [ 20 ] [ 21 ]        |
| 2014 | Mekakucity Actors                                                         | Akiyuki Shinbo Yuki Yase                           | Shaft            | Director Guionista gráfico (#1, 4, 12) Director de episodios (#1, 12; OP)               | [ 6 ] [ 22 ] [ 23 ]        |
| 2015 | Yurikuma Arashi                                                           | Kunihiko Ikuhara                                   | Silver Link      | Director de episodios (#11)                                                             | [ 24 ]                     |
| 2015 | Gourmet Girl Graffiti                                                     | Akiyuki Shinbo Naoyuki Tatsuwa                     | Shaft            | Guionista gráfico (#3, 11) Director de créditos finales                                 | [ 25 ] [ 26 ]              |
| 2015 | Nisekoi:                                                                  | Akiyuki Shinbo Yukihiro Miyamoto                   | Shaft            | Director de episodios (#8) Guionista gráfico (#8)                                       | [ 27 ]                     |
| 2018 | Fate/Extra: Last Encore                                                   | Akiyuki Shinbo Yukihiro Miyamoto                   | Shaft            | Director de unidad (OP)                                                                 | [ 28 ]                     |
| 2019 | En'en no Shōbōtai                                                         | Yuki Yase                                          | David Production | Director Guionista gráfico (#1, 21, 24) Director de episodios (#1, 14; OP 1)            | [ 8 ] [ 29 ] [ 30 ] [ 31 ] |
| 2021 | Magia Record: Puella Magi Madoka Magica Side Story - The Eve of Awakening | Doroinu (jefe) Yukihiro Miyamoto                   | Shaft            | Guionista gráfico (#1)                                                                  | [ 32 ]                     |
| 2022 | Akebi-chan no Sailor-fuku                                                 | Miyuki Kuroki                                      | CloverWorks      | Guionista gráfico (#5)                                                                  | [ 33 ]                     |
| 2022 | RWBY: Hyousetsu Teikoku                                                   | Toshimasa Suzuki                                   | Shaft            | Guionista gráfico (#6)                                                                  | [ 34 ]                     |
| 2023 | Undead Unluck                                                             | Yuki Yase                                          | David Production | Director Guionista gráfico (#1, 24) Director de episodios (#1)                          | [ 35 ]                     |
| 2025 | Ninja to Koroshiya no Futarigurashi                                       | Yukihiro Miyamoto                                  | Shaft            | Guionista gráfico (#2)                                                                  | [ 36 ]                     |

### OVAs
Destaca papeles con funciones de dirección de series.
| Año  | Título                                         | Director(es)                     | Estudio | Funciones                                                                               | Refs.                |
| ---- | ---------------------------------------------- | -------------------------------- | ------- | --------------------------------------------------------------------------------------- | -------------------- |
| 2013 | Hidamari Sketch: Sae Hiro Sotsugyou-hen        | Akiyuki Shinbo Yuki Yase         | Shaft   | Director Director de episodios (#1) Guionista gráfico (#2)                              | [ 37 ] [ 38 ] [ 39 ] |
| 2016 | Magical Pâtissier Kosaki-chan                  | Akiyuki Shinbo Yukihiro Miyamoto | Shaft   | Guionista gráfico Director de episodios (#2)                                            | [ 40 ] [ 41 ]        |
| 2016 | Kubikiri Cycle: Aoiro Savant to Zaregototsukai | Akiyuki Shinbo Yuki Yase         | Shaft   | Director Guionista gráfico (#1, 3–4, 6–7; ED 2) Director de episodios (#1–2, 7–8; ED 2) | [ 7 ] [ 42 ] [ 43 ]  |

### Películas
| Año  | Título                                          | Director(es)                     | Estudio | Funciones          | Refs.  |
| ---- | ----------------------------------------------- | -------------------------------- | ------- | ------------------ | ------ |
| 2012 | Puella Magi Madoka Magica the Movie: Beginnings | Akiyuki Shinbo Yukihiro Miyamoto | Shaft   | Director de unidad | [ 44 ] |